# Marché automobile français en 2005
Marché automobile français par année
- 2001
- 2002
- 2003
- 2004
- 2005
- 2006
- 2007
- 2008
- 2009

Le marché automobile a connu six mois positifs avec une progression totale des immatriculations de 5,6 %, qui profite d'abord aux marques étrangères (+9,5 % en volume), les deux groupes hexagonaux voyant leurs parts de marché baisser (+3 % en volume); seule la marque Citroën voit sa part de marché en hausse.
On peut expliquer cette hausse par l'arrivée continue de nouveautés, mais aussi par une guerre des rabais, à laquelle Audi et BMW échappent tout en progressant fortement. Fiat est de nouveau le grand perdant, avec bien sûr Rover, qui en faillite.

## Classement par groupes
Parts de marché en 2005
- PSA Peugeot Citroën (30,64 %)
- Renault (25,83 %)
- Volkswagen (11,03 %)
- Ford (5,99 %)
- General Motors (5,72 %)
- Toyota (4,3 %)
- Daimler-Chrysler (3,66 %)
- Fiat (3,13 %)
- Autres (9,7 %)

| n° | Groupe              | Ventes    | Comp. 2004 | Part de marché | Marques distribuées                                          |
| -- | ------------------- | --------- | ---------- | -------------- | ------------------------------------------------------------ |
| 1  | PSA Peugeot Citroën | 633 492   | +2,2 %     | 30,64 %        | Peugeot et Citroën                                           |
| 2  | Groupe Renault      | 534 173   | -2,7 %     | 25,83 %        | Renault et Dacia                                             |
| 3  | Volkswagen AG       | 228 176   | +11 %      | 11,03 %        | Volkswagen, Audi, Seat, Skoda, Bentley Motors et Lamborghini |
| 4  | Groupe Ford         | 123 810   | +1,4 %     | 5,99 %         | Ford, Mazda, Volvo, Land Rover, Jaguar et Aston Martin       |
| 5  | General Motors      | 118 224   | -3 %       | 5,72 %         | Opel, Chevrolet, Saab, Cadillac, Corvette et Hummer          |
| 6  | Groupe Toyota       | 88 944    | +11,2 %    | 4,3 %          | Toyota, Lexus et Daihatsu                                    |
| 7  | Daimler-Chrysler    | 75 868    | +7,4 %     | 3,66 %         | Mercedes, Smart, Chrysler, Jeep, Dodge et Maybach            |
| 8  | Groupe Fiat         | 64 807    | -0,5 %     | 3,13 %         | Fiat, Alfa Romeo, Lancia, Ferrari et Maserati                |
| 9  | Groupe BMW          | 53 078    | +10,6 %    | 2,57 %         | BMW, Mini et Rolls-Royce                                     |
| 10 | Groupe Hyundai      | 45 456    | +24 %      | 2,19 %         | Hyundai et Kia                                               |
| 11 | Nissan              | 40 806    | +8,6 %     | 1,97 %         |                                                              |
| 12 | Divers              | 60 955    | +35,7 %    | 2,97 %         |                                                              |
|    | Marché              | 2 067 789 | +2,7 %     | 100 %          |                                                              |

## Classement par marques
|         | Marque         | Ventes    | Évol.     | Part de marché |
| ------- | -------------- | --------- | --------- | -------------- |
| 1       | Renault        | 524 415   | -4,5 %    | 25,36 %        |
| 2       | Peugeot        | 362 191   | -0,3 %    | 17,52 %        |
| 3       | Citroën        | 271 301   | +5,6 %    | 13,12 %        |
| 4       | Volkswagen     | 135 975   | +9,5 %    | 6,58 %         |
| 5       | Opel           | 106 454   | -3,5 %    | 5,15 %         |
| 6       | Ford           | 103 587   | +1,9 %    | 5,01 %         |
| 7       | Toyota         | 86 470    | +11 %     | 4,18 %         |
| 8       | Mercedes       | 54 628    | +11,1 %   | 2,64 %         |
| 9       | Fiat           | 46 154    | -4,4 %    | 2,23 %         |
| 10      | Audi           | 44 318    | +21,4 %   | 2,14 %         |
| 11      | Nissan         | 40 806    | +8,6 %    | 1,97 %         |
| 12      | BMW            | 40 462    | +9 %      | 1,96 %         |
| 13      | Seat           | 32 738    | +0,3 %    | 1,58 %         |
| 14      | Hyundai        | 27 389    | -1,5 %    | 1,32 %         |
| 15      | Suzuki         | 21 110    | +16,4 %   | 1,02 %         |
| 16      | Kia            | 18 067    | +104,2 %  | 0,87 %         |
| 17      | Skoda          | 15 042    | +24 %     | 0,73 %         |
| 18      | Alfa Romeo     | 13 845    | +2,9 %    | 0,67 %         |
| 19      | Smart          | 12 646    | -0,6 %    | 0,61 %         |
| 20      | Mini           | 12 613    | +16,2 %   | 0,61 %         |
| 21      | Mazda          | 11 437    | -6,1 %    | 0,55 %         |
| 22      | Volvo          | 11 089    | -6,5 %    | 0,54 %         |
| 23      | Dacia          | 9 758     | Nouveauté | 0,47 %         |
| 24      | Honda          | 8 879     | +31,4 %   | 0,43 %         |
| 25      | Chevrolet      | 8 766     | +8,9 %    | 0,42 %         |
| 26      | Land Rover     | 6 932     | +22,8 %   | 0,34 %         |
| 27      | Mitsubishi     | 6 752     | -12,9 %   | 0,33 %         |
| 28      | Chrysler       | 5 058     | -12,1 %   | 0,24 %         |
| 29      | Lancia         | 4 414     | +44,2 %   | 0,21 %         |
| 30      | SsangYong      | 3 969     | +749,9 %  | 0,19 %         |
| 31      | Jeep           | 3 522     | +17,6 %   | 0,17 %         |
| 32      | Saab           | 2 701     | -18,1 %   | 0,13 %         |
| 33      | Porsche        | 2 375     | +12,2 %   | 0,11 %         |
| 34      | Jaguar         | 2 112     | -27,5 %   | 0,1 %          |
| 35      | Rover          | 1 980     | -56,6 %   | 0,1 %          |
| 36      | Lada           | 1 671     | +18,9 %   | 0,08 %         |
| 37      | Daihatsu       | 1 538     | +18,6 %   | 0,07 %         |
| 38      | Subaru         | 1 462     | +1 %      | 0,07 %         |
| 39      | L (ex)us       | 936       | +25,8 %   | 0,05 %         |
| 40      | MG             | 840       | -47 %     | 0,04 %         |
| 41      | Ferrari        | 221       | +38,1 %   | 0,01 %         |
| 42      | Cadillac       | 179       | +44,4 %   | 0,01 %         |
| 43      | Maserati       | 173       | -6,5 %    | 0,01 %         |
| 44      | Caterham       | 134       | +119,7 %  | 0,01 %         |
| 45      | Corvette       | 108       | +248,4 %  | 0,01 %         |
| 45 (ex) | Lotus          | 108       | +22,7 %   | 0,01 %         |
| 47      | Aston Martin   | 90        | +109,3 %  | -              |
| 48      | Bentley Motors | 85        | +9 %      | -              |
| 49      | Morgan         | 54        | +25,6 %   | -              |
| 49 (ex) | PGO            | 54        | -5,3 %    | -              |
| 51      | Lamborghini    | 18        | +38,5 %   | -              |
| 52      | Hummer         | 16        | +33,3 %   | -              |
| 53      | Dodge          | 13        | NC        | -              |
| 54      | IVECO          | 3         | +50 %     | -              |
| 54 (ex) | Rolls-Royce    | 3         | -50 %     | -              |
| 56      | Maybach        | 1         | -75 %     | -              |
|         | Divers         | 127       |           |                |
|         | Total          | 2 067 789 | +2,7 %    | 100 %          |

## Classement des 150 premières voitures vendues
| Modèle                            | Ventes  | Comp. 2004 | Part de marché |
| --------------------------------- | ------- | ---------- | -------------- |
| 1. Renault Clio                   | 132 982 | -3,3 %     | 6,43 %         |
| 2. Peugeot 206                    | 119 907 | -20,7 %    | 5,8 %          |
| 3. Renault Scénic                 | 113 488 | -8,7 %     | 5,49 %         |
| 4. Peugeot 307                    | 113 484 | -15,3 %    | 5,49 %         |
| 5. Citroën C3                     | 79 259  | -8,8 %     | 3,83 %         |
| 6. Renault Mégane                 | 74 885  | -24,3 %    | 3,62 %         |
| 7. Peugeot 407                    | 68 130  | +83,1 %    | 3,29 %         |
| 8. Citroën C4                     | 63 798  | Nouveauté  | 3,09 %         |
| 9. Renault Modus                  | 61 877  | +93,7 %    | 2,99 %         |
| 10. Renault Twingo                | 45 594  | -4,4 %     | 2,2 %          |
| 11. Volkswagen Golf               | 41 802  | -2,1 %     | 2,02 %         |
| 12. Renault Laguna                | 40 140  | -14,8 %    | 1,94 %         |
| 13. Citroën Xsara Picasso         | 39 623  | -28,7 %    | 1,92 %         |
| 14. Ford Fiesta                   | 29 911  | +1,9 %     | 1,45 %         |
| 15. Volkswagen Polo               | 29 651  | -0,8 %     | 1,43 %         |
| 16. Opel Astra                    | 27 691  | +32,4 %    | 1,34 %         |
| 17. Citroën C2                    | 27 555  | -12,1 %    | 1,33 %         |
| 18. Citroën C5                    | 25 521  | -7,5 %     | 1,23 %         |
| 19. Toyota Yaris                  | 24 949  | -8 %       | 1,21 %         |
| 20. Ford C-Max                    | 24 870  | -9,7 %     | 1,2 %          |
| 21. Renault Kangoo                | 24 192  | -6,3 %     | 1,17 %         |
| 22. Opel Zafira                   | 24 182  | -1,4 %     | 1,17 %         |
| 23. Ford Focus                    | 24 060  | +13,3 %    | 1,16 %         |
| 24. Volkswagen Touran             | 23 750  | +6,8 %     | 1,15 %         |
| 25. Opel Meriva                   | 20 862  | -19,6 %    | 1,01 %         |
| 26. Opel Corsa                    | 20 588  | -17,3 %    | 1 %            |
| 27. Volkswagen Passat             | 20 468  | +28,7 %    | 0,99 %         |
| 28. Renault Espace                | 19 112  | -22,1 %    | 0,92 %         |
| 29. Audi A4                       | 17 993  | +21,9 %    | 0,87 %         |
| 30. Nissan Micra                  | 17 914  | +11,2 %    | 0,87 %         |
| 31. Citroën Berlingo              | 17 872  | -7,2 %     | 0,86 %         |
| 32. Peugeot 1007                  | 17 847  | Nouveauté  | 0,86 %         |
| 33. Audi A3                       | 17 691  | +24,9 %    | 0,86 %         |
| 34. Mercedes Classe A             | 16 878  | +51,1 %    | 0,82 %         |
| 35. Fiat Panda II                 | +13,3 % | 0,75 %     |                |
| 36. Seat Ibiza                    | 15 445  | -14,6 %    | 0,75 %         |
| 37. Peugeot Partner               | 13 977  | +13,6 %    | 0,68 %         |
| 38. Toyota Corolla Verso          | 13 721  | +60 %      | 0,66 %         |
| 39. Mercedes Classe C             | 13 225  | -19,8 %    | 0,64 %         |
| 40. Toyota Rav4                   | 12 710  | -8,2 %     | 0,61 %         |
| 41. Mini                          | 12 613  | +16,2 %    | 0,61 %         |
| 42. BMW Série 3                   | 12 021  | -25,1 %    | 0,58 %         |
| 43. Fiat Punto                    | 11 503  | -27,6 %    | 0,56 %         |
| 44. Dacia Logan                   | 9 758   | Nouveauté  | 0,47 %         |
| 45. Ford Fusion                   | 9 595   | +23,6 %    | 0,46 %         |
| 46. Peugeot 607                   | 9 572   | +32,7 %    | 0,46 %         |
| 47. BMW Série 1                   | 9 520   | +192,4 %   | 0,46 %         |
| 48. Toyota Corolla                | 9 498   | +29,7 %    | 0,46 %         |
| 49. Nissan X-Trail                | 9 095   | -8,3 %     | 0,44 %         |
| 50. Peugeot 807                   | 8 801   | -11,9 %    | 0,43 %         |
| 51. Toyota Avensis                | 8 226   | +2,5 %     | 0,4 %          |
| 52. Ford Mondeo                   | 8 141   | -5,8 %     | 0,39 %         |
| 53. Peugeot 107                   | 8 093   | Nouveauté  | 0,39 %         |
| 54. Toyota Land Cruiser           | 7 850   | -4 %       | 0,38 %         |
| 55. Alfa Romeo 147                | 7 814   | +15,9 %    | 0,38 %         |
| 56. Seat Altea                    | 7 392   | +67,6 %    | 0,36 %         |
| 57. Citroën C8                    | 7 194   | -1,4 %     | 0,35 %         |
| 58. Volkswagen Fox                | 7 064   | Nouveauté  | 0,34 %         |
| 59. Mercedes Classe E             | 6 966   | -23,4 %    | 0,34 %         |
| 60. Smart Fortwo                  | 6 868   | -7,9 %     | 0,32 %         |
| 61. Skoda Octavia II              | 6 701   | +207,1 %   | 0,32 %         |
| 62. BMW X3                        | 6 698   | +56,3 %    | 0,32 %         |
| 63. Hyundai Tucson                | 6 691   | +286,8 %   | 0,32 %         |
| 64. Audi A6                       | 6 612   | +37,7 %    | 0,32 %         |
| 65. Kia Picanto                   | 6 393   | +84,3 %    | 0,31 %         |
| 66. Hyundai Getz                  | 6 356   | -21,9 %    | 0,31 %         |
| 67. Seat Leon                     | 6 286   | +9,1 %     | 0,3 %          |
| 68. BMW Série 5                   | 6 271   | -9,4 %     | 0,3 %          |
| 69. Opel Vectra                   | 6 182   | -23,5 %    | 0,3 %          |
| 70. Mercedes Classe B             | 5 844   | Nouveauté  | 0,28 %         |
| 71. Citroën C1                    | 5 831   | Nouveauté  | 0,28 %         |
| 72. Renault Trafic                | 5 809   | +15,1 %    | 0,28 %         |
| 73. Skoda Fabia                   | 5 597   | -3,2 %     | 0,27 %         |
| 74. Renault Vel Satis             | 5 411   | +3,5 %     | 0,26 %         |
| 75. Smart Forfour                 | 5 080   | +23,7 %    | 0,25 %         |
| 76. Suzuki Swift                  | 4 843   | Nouveauté  | 0,23 %         |
| 77. Hyundai Santa Fe              | 4 649   | -28,3 %    | 0,22 %         |
| 78. BMW X5                        | 4 482   | -11,4 %    | 0,22 %         |
| 79. Mazda 3                       | 4 481   | +59,2 %    | 0,22 %         |
| 80. Fiat Stilo                    | 4 036   | -37,5 %    | 0,2 %          |
| 81. Volkswagen Touareg            | 4 027   | +15,1 %    | 0,19 %         |
| 82. Suzuki Jimny                  | 3 985   | +17,7 %    | 0,19 %         |
| 83. Chevrolet Kalos               | 3 892   | +15,7 %    | 0,19 %         |
| 84. Fiat Idea                     | 3 847   | -36,8 %    | 0,19 %         |
| 85. Kia Sorento                   | 3 665   | +82,5 %    | 0,18 %         |
| 86. Mercedes ML                   | 3 637   | -6,8 %     | 0,18 %         |
| 87. Hyundai Matrix                | 3 595   | +1,7 %     | 0,17 %         |
| 88. Nissan Pathfinder             | 3 421   | Nouveauté  | 0,17 %         |
| 89. Ford Ka                       | 3 384   | +6,5 %     | 0,16 %         |
| 90. Toyota Aygo                   | 3 356   | Nouveauté  | 0,16 %         |
| 91. Citroën Xsara                 | 3 133   | -84,5 %    | 0,15 %         |
| 92. SsangYong Rexton              | 2 932   | +688,2 %   | 0,14 %         |
| 92 ex. Suzuki Grand Vitara        | 2 932   | -42,7 %    | 0,14 %         |
| 94. Land Rover Freelander         | 2 919   | -17,8 %    | 0,14 %         |
| 95. Fiat Grande Punto             | 2 916   | Nouveauté  | 0,14 %         |
| 96. Suzuki Ignis                  | 2 872   | -0,6 %     | 0,14 %         |
| 97. Alfa Romeo 156                | 2 857   | -32 %      | 0,14 %         |
| 98. Fiat Multipla                 | 2 840   | +52,6 %    | 0,14 %         |
| 99. Volvo V50                     | 2 818   | +28,6 %    | 0,14 %         |
| 100. Nissan Tino                  | 2 780   | -19,6 %    | 0,13 %         |
| 101. Volvo XC90                   | 2 777   | +28,6 %    | 0,13 %         |
| 102. Mercedes CLK                 | 2 750   | -23,3 %    | 0,13 %         |
| 103. Honda CR-V                   | 2 746   | +385,2 %   | 0,13 %         |
| 104. Kia Sportage                 | 2 726   | Nouveauté  | 0,13 %         |
| 105. Mazda 2                      | 2 713   | -1,5 %     | 0,13 %         |
| 106. Opel Tigra                   | 2 707   | +334,3 %   | 0,13 %         |
| 107. Honda Jazz                   | 2 679   | +22,6 %    | 0,13 %         |
| 108. Mitsubishi Pajero            | 2 635   | -36,2 %    | 0,13 %         |
| 109. Toyota Prius                 | 2 590   | +328,8 %   | 0,13 %         |
| 110. Chrysler PT Cruiser          | 2 437   | -25,8 %    | 0,12 %         |
| 111. Fiat Doblo                   | 2 384   | -3,4 %     | 0,12 %         |
| 112. Alfa Romeo GT                | 2 285   | +23,7 %    | 0,11 %         |
| 113. Saab 9-3                     | 2 284   | -11,4 %    | 0,11 %         |
| 114. Mitsubishi Colt              | 2 268   | +114,8 %   | 0,11 %         |
| 115. Volkswagen Caddy             | 2 181   | +60,3 %    | 0,11 %         |
| 116. Mazda 6                      | 2 144   | -38,6 %    | 0,1 %          |
| 117. Chevrolet Matiz              | 2 119   | +19,5 %    | 0,1 %          |
| 118. Skoda Octavia 1              | 2 078   | -37 %      | 0,1 %          |
| 119. Lancia Ypsilon               | 2 061   | +1,5 %     | 0,1 %          |
| 120. Volkswagen New Beetle        | 1 985   | -20,9 %    | 0,1 %          |
| 121. Ford Galaxy                  | 1 978   | -6,8 %     | 0,1 %          |
| 122. Volkswagen Transporter       | 1 912   | +30,5 %    | 0,09 %         |
| 123. Nissan Terrano               | 1 899   | -25,7 %    | 0,09 %         |
| 124. Chrysler Voyager             | 1 885   | +9,8 %     | 0,09 %         |
| 125. Mercedes SLK                 | 1 863   | -11,8 %    | 0,09 %         |
| 126. Lancia Musa                  | 1 857   | +476,7 %   | 0,09 %         |
| 127. Volvo V70                    | 1 843   | +3,6 %     | 0,09 %         |
| 128. Kia Carnival                 | 1 824   | +21 %      | 0,09 %         |
| 129. Nissan Primera               | 1 764   | -15,8 %    | 0,09 %         |
| 130. Opel Agila                   | 1 757   | -36,6 %    | 0,08 %         |
| 131. Jeep Cherokee                | 1 705   | +39,1 %    | 0,08 %         |
| 132. Volvo S60                    | 1 692   | -27,1 %    | 0,08 %         |
| 133. Lada Niva                    | 1 573   | +21,3 %    | 0,08 %         |
| 134. Hyundai Trajet               | 1 558   | -26,9 %    | 0,08 %         |
| 135. Volvo S40                    | 1 535   | -46,6 %    | 0,07 %         |
| 136. Mercedes CLS                 | 1 517   | +363,9 %   | 0,07 %         |
| 136ex. Volkswagen Sharan          | 1 517   | -8,3 %     | 0,07 %         |
| 138. Toyota Yaris Verso           | 1 502   | -6,5 %     | 0,07 %         |
| 139. Seat Toledo                  | 1 482   | +22,4 %    | 0,07 %         |
| 140. Jeep Grand Cherokee          | 1 464   | -4,2 %     | 0,07 %         |
| 141. Nissan Murano                | 1 440   | Nouveauté  | 0,07 %         |
| 142. Land Rover Discovery         | 1 404   | +155,7 %   | 0,07 %         |
| 143. Suzuki Vitara                | 1 383   | -19,3 %    | 0,07 %         |
| 144. Seat Cordoba                 | 1 292   | -28,3 %    | 0,06 %         |
| 145. Honda Civic                  | 1 284   | -8,5 %     | 0,06 %         |
| 146. Suzuki Grand Vitara 2        | 1 242   | Nouveauté  | 0,06 %         |
| 147. Land Rover Range Rover Sport | 1 220   | Nouveauté  | 0,06 %         |
| 148. Porsche Cayenne              | 1 206   | -6,7 %     | 0,06 %         |
| 149. Kia Cerato                   | 1 148   | +52,7 %    | 0,06 %         |
| 149ex. Suzuki Wagon R+            | 1 148   | -45,4 %    | 0,06 %         |

## Source
Action Auto Moto, Hors-série n°48 "Les 3000 voitures du monde Edition 2006".